# Angylocalyx oligophyllus
Angylocalyx oligophyllus är en ärtväxtart som först beskrevs av John Gilbert Baker, och fick sitt nu gällande namn av Baker f. Angylocalyx oligophyllus ingår i släktet Angylocalyx och familjen ärtväxter. Inga underarter finns listade i Catalogue of Life.